# Kiskunhalas
Kiskunhalas là một thành phố thuộc hạt Bács-Kiskun, Hungary. Thành phố này có diện tích 227,58 km², dân số năm 2010 là 28862 người, mật độ 127 người/km².